# Astygmatyzm

Astygmatyzm – dwa ogniska dla promieni wybiegających z P i leżących w dwóch wzajemnie prostopadłych płaszczyznach

Astygmatyzm – wada układu optycznego, polegająca na tym, że promienie padające w dwóch prostopadłych płaszczyznach są ogniskowane w różnych punktach. Wywołuje ona obraz nieostry i zniekształcony.

## Rodzaje astygmatyzmu
Istnieją dwa rodzaje astygmatyzmu. Pierwszy z nich jest aberracją trzeciego rzędu i występuje dla obiektów położonych poza osią optyczną. Ta aberracja pojawia się nawet wtedy, gdy układ optyczny jest całkowicie symetryczny.
Drugi rodzaj astygmatyzmu występuje, gdy układ optyczny nie ma symetrii obrotowej względem osi optycznej. Ten brak symetrii może być celowy, jak w przypadku soczewek cylindrycznych, albo spowodowany przez niedokładności w produkcji czy też złe ustawienie elementów układu optycznego. W tym wypadku astygmatyzm pojawia się nawet dla źródła światła leżącego na osi optycznej układu. Do wyrównania tej wady stosuje się tzw. soczewki cylindryczne.

## Astygmatyzm jako wada wzroku
Oko ludzkie również jest układem optycznym, w którym może występować astygmatyzm. W tym przypadku jest to astygmatyzm drugiego rodzaju, spowodowany przez niesymetryczny kształt oka.